# Шънджоу 4
Шънджоу 4 (на китайски: 神舟四号) е четвъртият непилотиран китайски космически кораб Шънджоу. На борда се намират и два манекена на астронавти за проверка на животоподдържащите системи.
На корабът е оборудван за пилотиран космически полет и на него има дори спални чували, храна и медикаменти. Илюминаторите са изградени от нов материал, и са разположени на такова място, от което има възможнст дори и след навлизането в атмосферата астронавтите да потвърдят че парашутите са разтворени правилно.
Шънджоу 4 е абсолютно идентичен с Шънджоу 5 и има възможност и за ръчно управление и аварийно кацане, както и животоподдържащи системи.

## Описание на полета
„Шънджоу 4“ излита на 29 декември 2002 г. Първоначалната орбита е с перигей 198 км, апогей 331 км и наклон 42,4 °. Няколко часа по-късно тя е увеличена от 330 на 337 км, а на 4 и 5 януари са осъществени още няколко маневри с космическия кораб.
На борда на кораба се намират 100 семена от божур, за да се проучи ефекта на безтегловността върху растенията след израстването им. На борда са извършени общо 52 експеримента за изследвания в областта на физиката, биологията, медицината, наблюдението на Земята от Космоса, материалознанието и астрономията.
Кацането на спускаемия модул е успешно във Вътрешна Монголия. Преди полета се е смятало да се опита приводняване (като Аполо) за да се изследват системите за спешна помощ, но това не става. Орбиталния модул остава в орбита до 9 септември 2003 година.

## Параметри на полета
- Перигей: 198 km (по-късно 330)
- Апогей: 331 km (по-късно 337)
- Наклон на орбитата: 42.4°
- Брой обиколки: 108
- NSSDC ID: 2002-061A